# 莱茵河畔施托克施塔特
莱茵河畔施托克施塔特是德国黑森州的一个市镇。总面积18.70平方公里，总人口5739人，其中男性2816人，女性2923人（2011年12月31日），人口密度307人/平方公里。